# Chiastosella umbonata
Chiastosella umbonata är en mossdjursart som beskrevs av Gordon 1989. Chiastosella umbonata ingår i släktet Chiastosella och familjen Escharinidae. Inga underarter finns listade i Catalogue of Life.